# نسيم ندا

نسيم ندا (ممثل)

نسيم ندا ممثل مصري  ظهر في نهاية الثلاثينيات وأدى أدوارا ثانوية غلب عليها الأداء الكوميدى. عمل في السينما لفترة عشرة سنوات منذ 1937 وكان رصيدة خمسة أفلام.

## قائمة أفلامه
فيلم «ليلى بنت الصحراء» للمخرج اللإيطالي ماريو فولبي  عام 1937
فيلم «شيء من لا شيء» للمخرج أحمد بدرخان عام 1938
فيلم «الدكتور» للمخرج نيازي مصطفى عام 1939
فيلم «ليلى البدوية» للمخرج اللإيطالي ماريو فولبي عام 1944
فيلم «عودة الغائب» للمخرج أحمد جلال عام 1947

## وصلات خارجية
https://dhliz.com/artist/tsIY-OOVwno/ نسيم ندا
https://elcinema.com/person/1049435 نسيم ندا
http://www.ayamina.com/viewtopic.php?f=256&t=2397&start=480 نسيم ندا
https://karohat.com/Person/fe938c89-56e6-4f6f-a183-11aae04b6e3f نسيم ندا